# 石川県道・富山県道304号鹿西氷見線
石川県道・富山県道304号鹿西氷見線（いしかわけんどう・とやまけんどう304ごう ろくせいひみせん）は、石川県鹿島郡中能登町から富山県氷見市を結ぶ一般県道（石川県道・富山県道）である。

## 概要
石川県鹿島郡中能登町の旧鹿西町の中心部にある能登部からほぼ南に進み、旧鹿島町南西部の高畠に至る区間と、高畠から東南に向きを変え、標高300mから500m前後の山々（石動山地）を抜けて富山県氷見市に至る峠越え（原山峠）の区間で成り立っている。
- 起点：石川県鹿島郡中能登町能登部下90部57番2地先（＝鹿西武道館前交差点・石川県道2号七尾羽咋線交点）
- 終点：富山県氷見市間島161の5（＝間島交差点・富山県道373号薮田下田子線交点）

## 歴史
- 1960年（昭和35年）4月23日：富山県部分を認定。
- 1960年（昭和35年）10月15日：石川県部分を路線認定。

## 路線状況
車道は概ね両側2車線（片側1車線）であるが、氷見市懸札地内は幅員狭小である。県境付近の中能登町高畠地内の峠道はローリング族対策のためにグルービングなどが施されている。また、起点付近の同町能登部下には、地下水を水源とする消雪パイプが169m設置されている。
歩道は起点から羽咋市と中能登町の境界までと氷見市余川から同市稲積（余川との境界付近）まで、同市稲積（稲積簡易郵便局付近）から終点に至る区間にそれぞれ設置されている。中能登町能登部下の一部と氷見市稲積の一部では道路両側に設置されている他は、道路片側に設置されている。
国道159号と交差する高畠西交差点には、車道とは別にアンダーパスが設置されているが、通行できるのは歩行者、自転車と小型特殊自動車などの農耕車に限られている。

### 重複区間
- 石川県道244号七尾鹿島羽咋線（中能登町福田、高畠交差点 - 羽咋市大町）
- 富山県道70号万尾脇方線（氷見市余川地内）

## 地理

### 通過する自治体
- 石川県
  - 鹿島郡中能登町 - 羽咋市 - 鹿島郡中能登町
- 富山県
  - 氷見市

### 交差する道路
- 石川県道2号七尾羽咋線（中能登町能登部下、武道館前交差点：起点）
- 国道159号（中能登町福田、高畠西交差点）
- 石川県道244号七尾鹿島羽咋線（中能登町福田、高畠交差点）
- 石川県道244号七尾鹿島羽咋線（羽咋市大町）
- 富山県道70号万尾脇方線（氷見市余川）
- 氷見スーパー農道（氷見市余川、余川交差点）
- 能越自動車道 氷見北IC（氷見市稲積）
- 国道160号（氷見市稲積、稲積交差点）
- 富山県道373号薮田下田子線（氷見市間島、間島交差点：終点）

### 周辺施設
- 中能登町役場鹿西庁舎
- 中能登町立鹿西小学校
- 中能登町立鹿西中学校
- JR七尾線 能登部駅
- 原山大池
- 鹿島少年自然の家
- 碁石ヶ峰
- 原山峠
- 寺尾ダム
- 高戸ダム